# Big Pond
La Laguna Big Pond es un pequeño cuerpo de agua semisalada ubicada en la isla de San Andrés (Colombia), en el sector de La Loma. Tiene 400 metros de largo por 150 metros de ancho y más de 30 metros de profundidad.
Si bien no es apta para nadar, ya que está infestada de cocodrilos, este manantial es refugio de pájaros, babillas, cangrejos, palmas, mangos y otros frutales la rodean.